# نام جيو ري
نام جيو ري ((هانغل: 남규리)) هي مغنية وممثلة كورية جنوبية ولدت في يوم 26 أبريل 1984 في مدينة سيئول عاصمة كوريا الجنوبية، كانت عضوة سابقة في فرقة سي يا وحققت نجاحات عديدة معهم وثم إنتقلت إلى التمثيل ومثلت في مسلسل 49 Days في 2011 وقد إحتلت في نفس السنة المركز ال58 لأجمل الوجوه جمالا.

## روابط خارجية
- نام جيو ري على موقع IMDb (الإنجليزية)
- نام جيو ري على موقع ألو سيني (الفرنسية)
- نام جيو ري على موقع ميوزك برينز (الإنجليزية)
- نام جيو ري على موقع قاعدة بيانات الفيلم (الإنجليزية)